# H.H. Asquith
Herbert Henry Asquith, 1:e earl av Oxford och Asquith, känd som H. H. Asquith, född 12 september 1852, död 15 februari 1928, var en brittisk politiker. Han var inrikesminister 1892–1895, finansminister 1905–1908 samt premiärminister 1908–1916. Han var far till Raymond, Herbert och Anthony Asquith.

## Uppväxt och tidig karriär
Asquith föddes i Morley, Yorkshire och utbildades vid Fulneck School, West Yorkshire och City of London School. Han fick ett stipendium för att studera vid Balliol College, Oxford, och blev efter examen advokat (barrister). Han blev rik i början av 1880-talet på sin juridiska verksamhet. Han gifte sig med Helen Kelsall Melland, dotter till en doktor i Manchester, 1877 och de fick fyra söner och en dotter innan hon dog av tyfus 1891. Han gifte om sig 1894, med Margot Tennant, dotter till Sir Charles Tennant, 1:e baronet. Med sin andra fru fick han flera barn, men bara en son och en dotter överlevde barndomen. Som ung kallades Asquith Herbert inom familjen, men hans andra fru kallade honom Henry. I det offentliga livet benämndes han dock alltid endast H. H. Asquith. 
Han invaldes i underhuset 1886 som liberal representant för East Fife och nådde sin första viktiga post 1892 när han blev inrikesminister i Gladstones regering. Liberalerna var i opposition i tio år från 1895, och Asquith avböjde ett erbjudande om att bli partiledare 1898. 
Det liberala partiet vann en jordskredsseger i valet 1906, och Asquith blev finansminister i Henry Campbell-Bannermans regering. På denna post visade han sitt starka stöd för frihandel. Campbell-Bannerman avgick på grund av sjukdom i april 1908 och Asquith efterträdde honom som premiärminister.

## Asquiths regering
Asquiths regering blev invecklad i en dyr marin kapprustning med Tyskland. Dessutom påbörjades ett omfattande socialt välfärdsprogram, och statliga pensioner infördes 1908. Det sociala välfärdsprogrammet visade sig vara kontroversiellt, och Asquiths regering mötte hårt motstånd från det konservativa oppositionspartiet. Detta ställdes på sin spets 1909, när finansministern David Lloyd George lade fram en medvetet provokativ budget. De konservativa, som var fast beslutna att blockera budgeten, använde sin majoritet i överhuset för att rösta ner den. Det var inte brukligt för överhuset att blanda sig i finansärenden och åtgärden orsakade därmed en konstitutionell kris, som ledde till ett val i januari 1910. Liberalerna fick åter egen majoritet, men en kraftigt minskad sedan valet 1906.
Den mest drastiska möjligheten i denna situation var att låta kung Edvard VII hota att fylla överhuset med nyutnämnda liberala pärer, som kunde omintetgöra det konservativa vetot. Då de konservativa fortsatte att spjärna emot under våren 1910 började Asquith överväga denna möjlighet. Kungen gick med på att göra detta efter ett nytt parlamentsval, men han blev aldrig tvungen att ställas inför denna situation, då han dog i maj 1910. Hans son, kung Georg V, var tveksam inför att inleda sin regentperiod med att genomföra en så drastisk attack mot aristokratin, och Asquith fick uppbåda hela sin betydande övertalningsförmåga för att övertyga honom att avge ett sådant löfte. Kungen lovade slutligen att göra premiärministern till viljes, före det andra parlamentsvalet 1910, som hölls i december. Liberalerna vann igen, men deras majoritet var nu beroende av pärer från Irland, som hade sina egna krav. Asquith lyckades dock begränsa överhusets makt genom parlamentsakten av 1911, som i stort bröt överhusets makt. Överhuset kunde nu fördröja, men inte stoppa, lagstiftning som gått igenom underhuset. Priset för irländskt stöd för denna reform var home rule-billen av 1914, som Asquith genomförde i lagstiftning men slutligen sköt upp på grund av första världskrigets utbrott 1914. Asquiths home rule-förslag utlöste nästan inbördeskrig på Irland i frågan om Ulsters ställning, men världskrigets utbrott avvärjde detta hot. 
Asquith ledde den liberala regeringen in i kriget. Efter en spricka i kabinettet i maj 1915, som berodde på en kris i fråga om arméns tillgång på artilleriutrustning, blev han chef för en ny koalitionsregering, där ledande personer från oppositionen ingick i kabinettet. Hans insatser i krigföringen gjorde vissa liberaler och det konservativa partiet missnöjda. Motståndarna skyllde en serie politiska och militära misslyckanden (bland andra de misslyckade offensiverna vid Somme och Gallipoli 1915 och 1916 och påskupproret på Irland i april 1916) delvis på Asquith. Genom att arbeta för att ersätta premiärministern splittrade David Lloyd George liberalerna och den 5 december 1916 avgick Asquith. Lloyd George blev ny premiärminister i koalitionsregeringen två dagar senare.

## Efter avgången
Asquith fortsatte som partiledare efter 1916 och även efter att han förlorat sitt parlamentsmandat i valet 1918. Han invaldes igen i ett fyllnadsval 1920. Asquith spelade en viktig roll när Labourregeringen med Ramsay MacDonald som premiärminister tillsattes 1924. 
Asquith adlades som viscount Asquith av Morley och earl av Oxford och Asquith 1925 och drog sig tillbaka till överhuset efter att han åter förlorat sitt underhusmandat i valet 1924. Lloyd George efterträdde honom som ordförande för de liberala parlamentsledamöterna, men Asquith fortsatte som partiledare till 1926, då Lloyd George efterträdde honom även på den posten och därmed återförenade det liberala partiet. 

## Asquiths död och ättlingar
Asquith dog 1928. Hans andra fru Margot överlevde honom och dog 1945. Hans enda dotter från det första äktenskapet, Violet (senare Violet Bonham Carter), blev en välsedd författare och överhusledamot. Hennes barnbarn är skådespelerskan Helena Bonham Carter. Asquiths äldste son, Raymond, dog i slaget vid Somme 1916, och adelstiteln gick därför till dennes ende son Julian (1916-2011). En annan son Cyril blev laglord, och en tredje var poeten Herbert Asquith. Hans två barn med Margot var Elizabeth Bibesco, författare, och Anthony Asquith, filmregissör.